# ボーフィン (潜水艦)
ボーフィン (USS Bowfin, SS/AGSS-287) は、アメリカ海軍の潜水艦。バラオ級の一隻。1944年8月22日、沖縄からの学童疎開船「対馬丸」を撃沈した潜水艦である。艦名はアメリカ東部に生息する淡水魚ボーフィン（アミア・カルヴァ）に因む。アメリカ合衆国ハワイ州オアフ島の真珠湾にて保存展示されている。

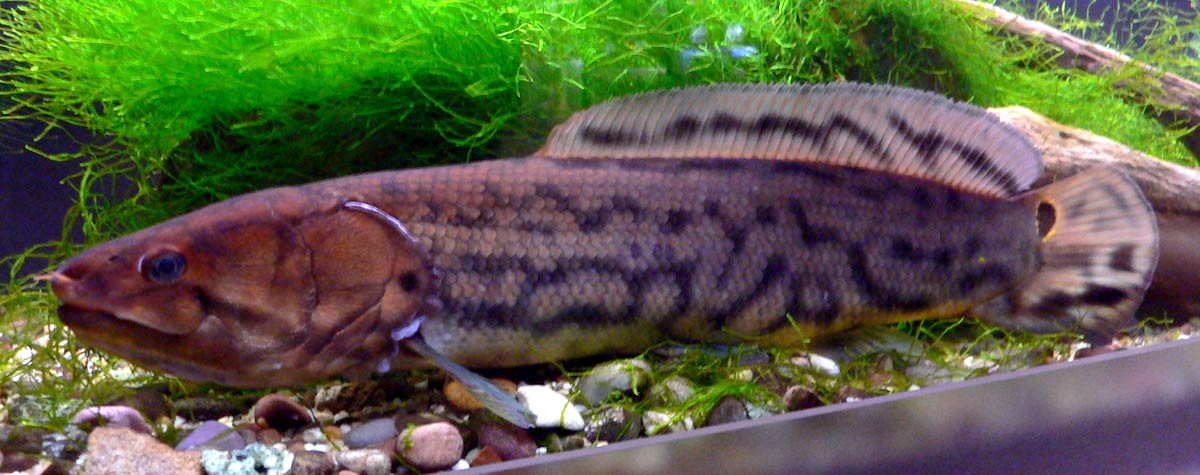
アミア・カルヴァ（通称Bowfin）

## 艦歴
ボーフィンは1942年7月23日にメイン州キタリーのポーツマス海軍造船所で起工する。12月7日にジェーン・ガウェイン夫人によって進水し、艦長ジョセフ・H・ウィリングハム少佐（アナポリス1926年組）の指揮下、1943年5月1日に就役する。ボーフィンはニューロンドンを7月1日に出発し、8月10日にオーストラリアのブリスベンに到着した。

### 第1の哨戒 1943年8月 - 10月
8月16日、ボーフィンは最初の哨戒で南シナ海に向かった。8月19日にダーウィンに寄港し、補給と休息ののち8月25日に出航した。ボーフィンは9月2日にミンダナオ海に到着し、同島西部のビヌニ岬に接近して貨物と9名の人員を揚陸。その後は通常の哨戒に戻り、3週間ミンダナオ海で哨戒したあと、姉妹艦ビルフィッシュ (USS Billfish, SS-286) と合流して連携作戦を取ることとなった。翌日、ボーフィンとビルフィッシュは6隻からなるサ12船団を発見し、ボーフィンは5時間追跡したのち、絶好の攻撃位置に就いた。14時20分、ボーフィンは北緯09度50分 東経112度03分 / 北緯9.833度 東経112.050度の地点で船団に向けて魚雷を6本発射し、旋回したのち艦尾発射管から魚雷4本をタンカーに向けて発射した。最初の発射した魚雷のうちの2本が、応急タンカー霧島丸（国際汽船、8,267トン）に命中した。他の船からの射撃により、ボーフィンは観測を続けることは出来なかった。1時間後、潜望鏡深度に戻して観測すると、霧島丸が炎上しながら船尾を下にして沈没してゆくところが見えた。その日の遅く、ボーフィンの乗組員は遠方からの爆発音を聞き、これはビルフィッシュがサ12船団の残りを追いかけて攻撃している音だと推測した。この時点でボーフィンとビルフィッシュは2隻12,000トンの戦果を上げたと判断され、全力を挙げてサ12船団を追いかけたものの、暗闇に紛れて去っていった。
翌朝、ボーフィンはレーダーを持つ航空機を逆探知し、攻撃を避けるため潜航した。2日後、ボーフィンは1,400トンクラスの三島型貨物船を発見。約3時間にわたって追跡し、攻撃位置に就いて魚雷を3本発射。しかし、1本は目標の手前で止まり、他の2本は途中で消えてしまった。9月30日、ボーフィンはミンダナオ海を航行中、100名ほどの日本兵が乗った発動機船を発見。4インチ砲で射撃すると、相手も機関銃で反撃してきた。ボーフィン側は20ミリ機銃を戦闘に加えさせ、猛攻の末発動機船を撃沈した。またこの日、ボーフィンはシキホル島に立ち寄って貨物と郵送物、金品、9名の人員を揚陸した。
10月2日、マカッサル海峡を南下していたボーフィンは、バリクパパン沖でスクーナーを発見。ボーフィンは臨検の意図をもって威嚇射撃を2発発射したが、相手が応じなかったため最終的には撃沈した。10月10日、ボーフィンは57日間の行動を終えてフリーマントルに帰投。潜水隊司令ラルフ・W・クリスティはボーフィンの行動を賞賛し、ウィリングハムは昇進して艦を去った。後任艦長にはワルター・トーマス・グリフィス（アナポリス1934年組）が就いた。

### 第2の哨戒 1943年11月 - 12月
11月1日、ボーフィンは2回目の哨戒でビルフィッシュとともに南シナ海に向かった。11月8日、ボーフィンは5隻のスクーナーを発見し、4インチ砲で射撃。3隻を撃沈したところで日本の哨戒機が接近してきたので潜航し、2隻はこの間に逃げ去った。ボーフィンは夜になって浮上し、航行を再開した。直後、大型の帆船を発見し4インチ砲弾2発を命中させて撃沈。2日後にもタウィタウィ近海で2隻の小型船を発見し、砲撃して炎上させた。
南シナ海に入って暴風雨に見舞われたものの、ボーフィンはインドシナ半島沿岸部に接近していった。11月26日朝、ボーフィンはカムラン湾沖で輸送船団を発見。不意に囲まれた形となったが、相手との衝突は避けられた。4時45分、ボーフィンは態勢を立て直して泰南丸（日本製鐵、5,407トン）に魚雷を2本命中させて撃沈。次いで陸軍タンカー小倉山丸（三井船舶、5,069トン）に魚雷を1本命中させ、小倉山丸は全船火の海と化して轟沈した。数時間後、ボーフィンは北緯13度13分 東経109度27分 / 北緯13.217度 東経109.450度の地点で貨物船ファン・フォレンホーフェン（Van Vollenhoven、691トン）を撃沈した。この貨物船は、1941年の仏印進駐の際に日本がヴィシー・フランスから奪取した船舶であった。

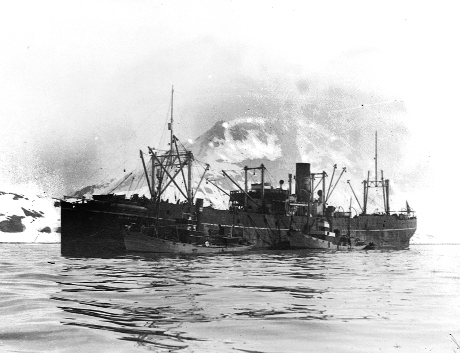
図南丸（写真は前身のアンタークチック号時代）

11月28日未明、ボーフィンは北緯12度35分 東経109度40分 / 北緯12.583度 東経109.667度のインドシナ半島バレラ岬沖で南下してくる340船団を発見。ボーフィンはビルフィッシュを呼び寄せたのち小型貨客船に魚雷を1本発射し、次いで4時10分に志どにい丸（大阪商船、5,428トン）と捕鯨母船改造タンカー図南丸（日本水産、9,866トン）に向けて魚雷を発射した。魚雷の命中を受けた図南丸は炎上しながら沈没。志どにい丸も急激に左舷に傾いて2分で沈没した。船団中の他船は威嚇射撃を行い、魚雷を2本発射された船舶が反撃でボーフィンに少なからぬ損傷を与えた。この時放った魚雷は目標には当たらず、体当たりしようとボーフィンに向かいつつあったヴィシー政権掃海艇ベリル（Béryl）に2本とも命中し、撃沈した。ボーフィンは日が昇ってから浮上し修理を行ったが、完全な修復とはならなかったので、哨戒を切り上げてオーストラリアに戻ることとなった。その途中の12月2日、ボーフィンは2本マストのヨットを発見。グリフィス曰く、「日本に押収された農園主のヨットだろう」。ボーフィンは即座に射撃して、このヨットを撃沈した。12月9日、ボーフィンは39日間の行動を終えてフリーマントルに帰投。出迎えたクリスティは、ボーフィンの今次哨戒を「全ての潜水艦哨戒の中で、もっとも古典的なもの」と評価した。

### 第3、第4の哨戒 1944年1月 - 4月
1944年1月8日、ボーフィンは3回目の哨戒でマカッサル海峡方面に向かった。この哨戒では、機雷敷設の任務も与えられていた。ジャワ海、バンダ海、フローレス海を巡り、1月16日には砲撃により帆船を撃沈した。翌日、ボーフィンは北緯00度17分 東経118度25分 / 北緯0.283度 東経118.417度の地点で貨物船と2隻の護衛艦を発見。最初の攻撃は魚雷がまともに進まず命中しなかった。2度目の攻撃で魚雷を4本発射し、3本は命中しなかったものの1本は松祐丸（松岡汽船、4,408トン）に命中。さらにもう2本の魚雷を発射し、松祐丸に止めを刺した。ボーフィンは他に護衛艦の1隻に魚雷を2本命中させたと判断したが、いずれにせよ沈みはしなかった。
ボーフィンは一旦ダーウィンに戻り、クリスティによって魚雷の検分が行われたあと再出撃。ボーフィンは小型貨物船に対して魚雷を3本発射し、グリフィスは「魚雷は命中して目標は沈没した」と主張。しかし、戦後の調査ではこの戦果は認定されなかった。1月28日朝、ボーフィンは南緯03度25分 東経118度15分 / 南緯3.417度 東経118.250度のマカッサル近海で水上機母艦・神威を発見し、夕方ごろに射程に入るまで追跡した。ボーフィンは神威に向けて魚雷を6本発射したが、魚雷は全て逸れて命中しなかった。ボーフィンは急旋回し、魚雷を発射。2本が命中し神威は炎上したが沈没する気配はなかった。ボーフィンが止めを刺すべく行動すると、神威は砲や機関銃で反撃してきた。ボーフィンは反撃をかわして20分後に3度目の攻撃を行い、2本が命中。神威からの反撃が激しくなってきたので、ボーフィンは潜航した。浮上すると、神威の姿はそこにはなかった。翌日、ボーフィンはボルネオ島南東部の沿岸に機雷を敷設し、1月30日にはスクーナーの集団を発見。4インチ砲で粉砕した。2月5日、ボーフィンは28日の行動を終えてフリーマントルに帰投した。
2月28日、ボーフィンは4回目の哨戒でセレベス海方面に向かった。3月10日、ボーフィンは2、3隻の護衛艦を伴った4隻の輸送船団を発見。魚雷を6本発射したが、そのうちの4本が途中で爆発してしまった。上空の哨戒機が制圧してきたので、ボーフィンは深く潜航することを余儀なくされ、残り2本の魚雷の行方を観測することは出来なかった。護衛艦は爆雷攻撃を行い、ボーフィンを激しく揺さぶったものの、ボーフィン自体に損傷はなかった。爆雷攻撃が止んでから浮上すると、曳航されている貨物船を発見。ボーフィンは輸送船団に再度の攻撃をかけたが、反撃を食らって再び潜航。翌11日に再度、損傷した貨物船を攻撃。護衛艦の反撃で一旦下がったものの、再度接近して魚雷を4本発射。南緯01度18分 東経128度12分 / 南緯1.300度 東経128.200度の地点で、単船になっていた月川丸（川崎汽船、4,673トン）を撃沈した。ボーフィンは日没後に先の輸送船団を追跡し、魚雷を発射したものの命中しなかった。ボーフィンは3月15日にダーウィンに寄港して補給を受け、3日後に再出撃。3月18日には小輸送船団を発見し、魚雷を6本発射したものの、目標の下を通過したかその他の理由により命中しなかった。無意味な爆雷攻撃のあとに再度の攻撃で魚雷を4本発射したが、結局無駄に終わった。
3月24日深夜、ボーフィンは北緯05度38分 東経125度58分 / 北緯5.633度 東経125.967度のミンダナオ島チチカ岬沖でH22船団を発見し、辨加拉（ベンガル）丸（日本郵船、5,399トン）に対して魚雷を発射し、2本が命中した辨加拉丸は2分で沈没していった。ボーフィンは次の獲物として新京丸（朝鮮郵船、2,672トン）も撃沈。さらに戦果拡大を狙ったが、魚雷を使い切ったためこれ以上の攻撃は断念した。4月1日、ボーフィンは33日間の行動を終えてダーウィンに帰投。艦長がジョン・H・コーブス（アナポリス1930年組）に代わった。

### 第5の哨戒 1944年4月 - 6月
4月24日、ボーフィンは5回目の哨戒でパラオ方面に向かった。5月14日、ボーフィンは北緯08度55分 東経133度42分 / 北緯8.917度 東経133.700度のパラオ北北西190キロ地点で3隻の護衛艦に囲まれた2隻の貨物船からなる輸送船団を発見。この時、この輸送船団には潜水艦アスプロ (USS Aspro, SS-309) が張り付いていた。5時54分、ボーフィンは船団中の美山丸（日本郵船、4,667トン）に対して魚雷を発射。アスプロも魚雷を発射した。どちらの魚雷かは定かではないが、美山丸は船尾に魚雷が命中し、8時47分に沈没した。ボーフィンはミッドウェー島に向かう途中、短期間ながら救助配備任務に就いた。6月21日、ボーフィンは58日間の行動を終えて真珠湾に帰投。ボーフィンのこの哨戒は、ボーフィンの全哨戒の中で最も期間の長かった哨戒として記録された。

### 第6の哨戒 1944年7月 - 9月・対馬丸
7月16日、ボーフィンは6回目の哨戒で南西諸島方面に向かった。8月9日まではどんな目標にも遭遇しなかったが、その8月9日に南大東島に向かう4隻の船を発見。ボーフィンは4隻が係留した直後に魚雷を6本発射、機帆船静洋丸（不詳）と報国丸（不詳）を撃沈した。その他の魚雷は、その爆発でバスを海中に吹き飛ばしたかのように見え、別の魚雷は岸壁に命中して爆発した。8月19日には、沖縄島北西で609船団に接触し、浮上攻撃を試みたものの逃げられた。この609船団の顔ぶれは対馬丸（日本郵船、6,754トン）、和浦丸（三菱汽船、6,804トン）、暁空丸（拿捕船、6,854トン）と砲艦・宇治、駆逐艦・蓮および梅であった。609船団は第62師団を沖縄に輸送し、梅以外の5隻はナモ103船団として2日後の8月21日18時35分に那覇を出航した。対馬丸には児童787人を含む、疎開する民間人1,484人が乗船した。この前後、ボーフィンは久米島北方海域を浮上して哨戒していた。
8月22日4時10分、ボーフィンはレーダーで5つの目標を探知し、やがて目標は輸送船団（ナモ103船団）であることを視認した。ナモ103船団は哨戒機2機の護衛がついており、ボーフィンは哨戒機を避けるべく潜航。観察を続けるとジャミングを行っていることがわかり、ボーフィンは重要船団と判断。コーブス艦長は夜間攻撃を指示した。10時34分に浮上し、再びレーダーでナモ103船団との程よい距離を保ち、哨戒機が攻撃のために接近しないのを不審に思いながら追跡を続けた。日没前後、ボーフィンは諏訪瀬島近海にナモ103船団が近づいたときに攻撃すべく、全速でナモ103船団を追い越して待ち伏せることとなった。20時53分、ボーフィンは左舷前方に諏訪瀬島、右舷前方に悪石島、後方に平島を配する地点に到着。コーブス艦長は戦闘配置を令し、やがて二列縦陣で航行中のナモ103船団を確認。コーブス艦長は、まず艦首発射管からの魚雷でボーフィンに近い3つの目標（対馬丸、暁空丸、蓮）を倒し、急旋回したのち艦尾発射管からの魚雷で残りの目標（和浦丸、宇治）を倒す計画を立てた。
22時9分、ボーフィンは浮上のまま艦首発射管から魚雷を発射。魚雷は全て狙った目標に命中したように思え、対馬丸には4番目と5番目の魚雷が命中したと考えられた。ボーフィンは予定通り急旋回し、艦尾発射管から魚雷を発射。この魚雷は宇治を粉砕したと考えられた。ボーフィンは魚雷の次発装てんのため西方に移動した。ナモ103船団の方に視線を移すと、対馬丸は船尾から沈んでいくのが見えた。22時21分、ボーフィンは対馬丸の沈没を確認し、ボイラーの爆発音と思われる重い音を聴取した。ボーフィンはこの攻撃で対馬丸を含む4隻を撃沈、破壊したものと考えていた。
8月28日、ボーフィンは北緯25度56分 東経128度54分 / 北緯25.933度 東経128.900度の地点で漁船を発見し、4インチ砲で炎上させた。9月4日にも北緯31度54分 東経152度05分 / 北緯31.900度 東経152.083度の地点で海上トラックを発見し、砲撃で破壊した。両方の戦闘に於いて、止めとして最後に残っていた魚雷を、それぞれ3本と4本発射したが、これは無駄撃ちに終わった。ボーフィンは帰途、ミッドウェー島に寄港した。9月13日、ボーフィンは59日間の行動を終えて真珠湾に帰投。西海岸に回航されて9月21日にサンフランシスコに到着。メア・アイランド海軍造船所でオーバーホールに入った。また、艦長がアレクサンダー・K・タイリー（アナポリス1936年組）に代わった。オーバーホールを終えたボーフィンは、12月16日に真珠湾に向かった。

### 第7、第8の哨戒 1945年1月 - 5月
1945年1月25日、ボーフィンは7回目の哨戒で潜水艦トレパン (USS Trepang, SS-412) 、ポンフレット (USS Pomfret, SS-391) 、スターレット (USS Sterlet, SS-392) 、パイパー (USS Piper, SS-409) とウルフパック「マックズ・モップス」 Mac's Mops を組んで小笠原諸島方面に向かった。この哨戒では、この方面にある特設監視艇群を蹴散らして来るべき硫黄島の戦いを支援する第58任務部隊やB-29などへの手助けをする任務が与えられていた。2月17日、ボーフィンは2隻の対潜艦艇に対して攻撃し、第56号海防艦を撃沈した。第56号海防艦とともに行動していた他の艦艇が爆雷攻撃を行い、ボーフィンは26発もの爆雷を投下されたが無事だった。ボーフィンは対潜攻撃から逃れた後、3月2日に北緯32度52分 東経139度24分 / 北緯32.867度 東経139.400度の地点で特設監視艇鳥海丸（青塚仁助、136トン）を、新型のマーク27型魚雷で撃沈した。3月19日には九州沖航空戦の援護で四国の南15マイルの地点に配備され、撃墜されたTBF アヴェンジャーのパイロットと射手を救助した。3月25日、ボーフィンは56日間の行動を終えてグアムのアプラ港に帰投した。
4月23日、ボーフィンは8回目の哨戒で日本近海に向かった。本州と北海道の中間海域で哨戒したボーフィンは5月1日、北緯41度02分 東経144度31分 / 北緯41.033度 東経144.517度の地点で輸送船長和丸（日東汽船、2,719トン）に魚雷を2本命中させて撃沈した。1週間後の5月8日、ボーフィンは魹ヶ埼灯台沖で第三大東丸（東邦水産、887トン）を撃沈。この後も哨戒するも、目標は見つけられなかった。5月15日、ボーフィンは23日間の行動を終えてグアムアプラ港に帰投。改修を受けた。また、訓練中に、墜落した海兵隊機のパイロットを救助した。

### 第9の哨戒 1945年5月 - 7月・バーニー作戦
5月29日、ボーフィンは9回目の哨戒でバーニー作戦に参加して日本海に向かった。このバーニー作戦は、この時点の日本に残されたほぼ唯一の重要航路に打撃を与えるものであり、対馬海峡の機雷原突破と日本海を悠然と航行する日本船は、目標の減少に嘆いていた潜水艦部隊にとっては絶好のスリルであり獲物であった。この作戦には9隻の潜水艦が投入され「ヘルキャッツ」 Hellcats と命名された。各潜水艦は三群に分けられ、潜水艦シードッグ (USS Sea Dog, SS-401) のアール・T・ハイデマン（アナポリス1932年組）が総司令となった。ボーフィンは潜水艦フライングフィッシュ  (USS Flying Fish, SS-229) 、ティノサ (USS Tinosa, SS-283) と共にウルフパック「リッサーズ・ボブキャッツ」Risser's Bobcats を組み、第一陣「ハイデマンズ・ヘップキャッツ」 Hydeman's Hep Cats が5月27日に出撃してから48時間後に出航し、対馬海峡に進出した。
リレー式に対馬海峡を突破したシードッグ以下の潜水艦は三群それぞれの担当海域に向かい、6月9日日の出時の攻撃開始を待った。「リッサーズ・ボブキャッツ」は朝鮮半島東岸に進出した。6月11日、ボーフィンは元山沖で第三信洋丸（大光商船、1,899トン）を発見し、魚雷を4本発射して命中させて撃沈した。2日後の6月13日には、興南沖で明浦丸（大東商船、887トン）を撃沈した。
ボーフィンは僚艦とともに、6月24日夜に宗谷海峡西側に到着。6月19日に富山湾で討ち取られたボーンフィッシュ (USS Bonefish, SS-223) 以外の、シードッグ以下の各潜水艦は翌25日正午に濃霧の中を二列縦陣、浮上航行で海峡を通過し、オホーツク海に入った。7月4日、ボーフィンは37日間の行動を終えて真珠湾に帰投した。
この後、ボーフィンは8月上旬に10回目の哨戒の準備のためマリアナ諸島に進出すべく真珠湾を出航したが、途中で日本の降伏を迎えたため反転して真珠湾に戻った。8月29日に真珠湾を離れて東海岸へ向かい、9月21日にニューヨーク州のトンプキンズヴィルに到着した。
ボーフィンは第二次世界大戦の戦功で海軍殊勲部隊章と8個の従軍星章を受章した。また、ボーフィンはヴィシー・フランスの商船1隻、護衛艦1隻を含む15隻の商船と護衛艦2隻、合計で68,703トンの船を沈めた。

### 戦後
ボーフィンは大西洋艦隊に所属したが、1947年2月12日に退役した。この後、朝鮮戦争勃発により1951年7月27日に再就役。試運転ののち太平洋方面に回航された。10月6日にサンディエゴに到着し、以後2年にわたって、サンディエゴを拠点として訓練に従事した。1953年の朝鮮戦争休戦ののち、潜水艦の需要が少なくなることから、ボーフィンは10月8日にサンフランシスコに到着し、2度目の不活性化オーバーホールを受けて、1954年4月22日にメア・アイランドで2度目の退役となった。
ボーフィンは1960年1月10日に再び就役し、潜水艦パファー (USS Puffer, SS-268) に代わってシアトルで海軍第13管区の予備役訓練艦として使われた。1971年12月1日に退役し除籍されたあと、真珠湾に回航された。

### 現在のボーフィン

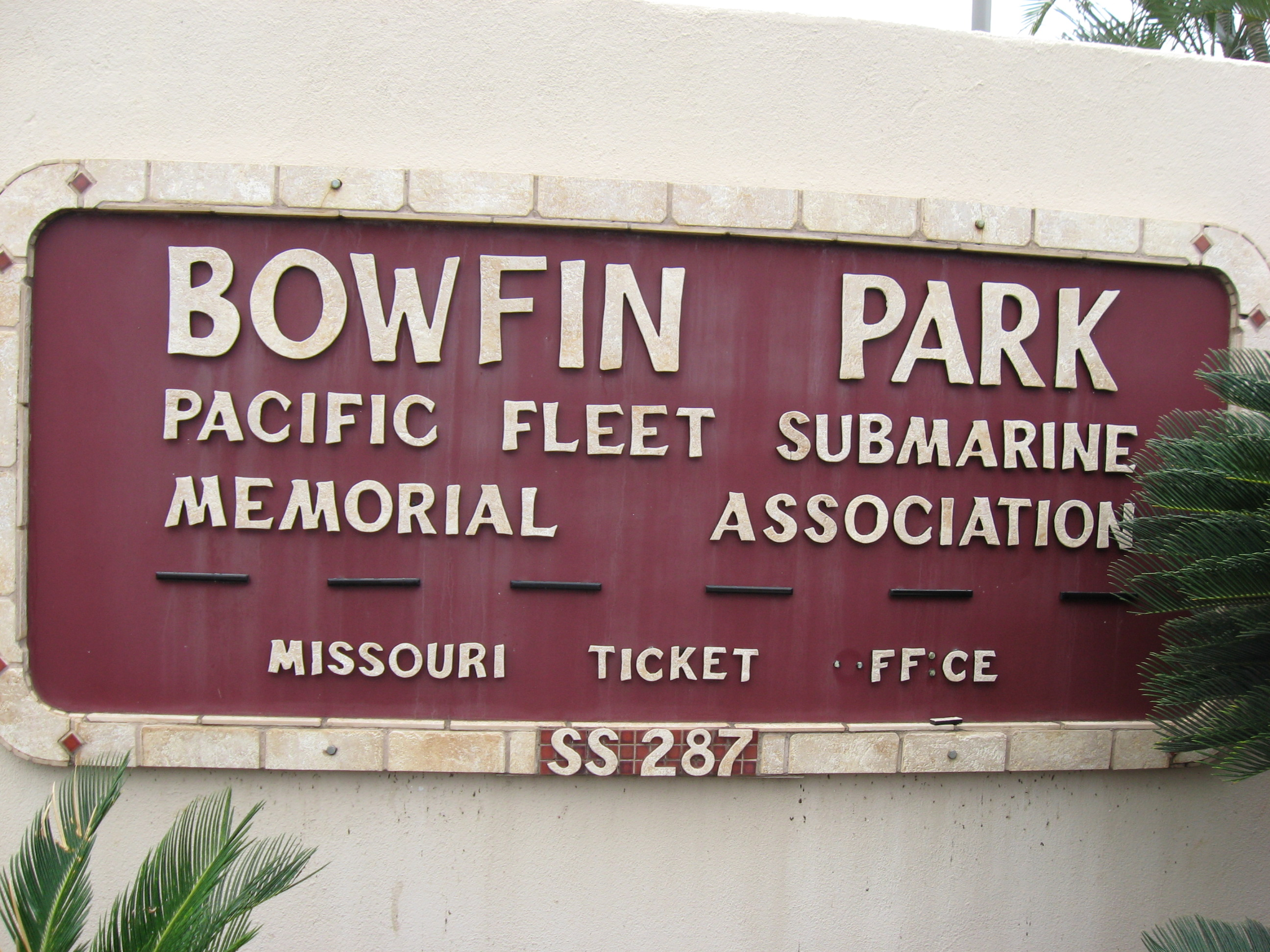
ボーフィン・パーク

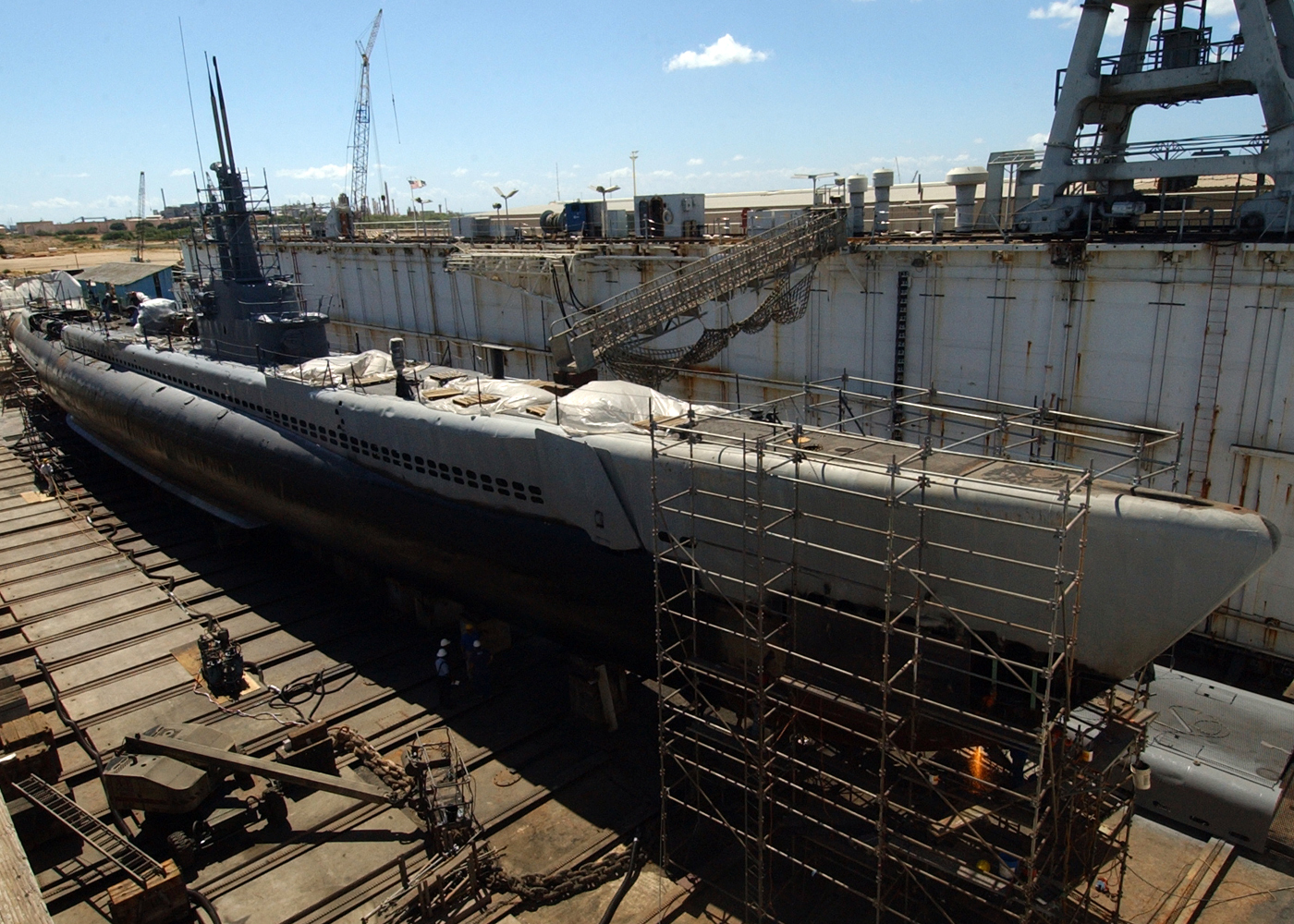
修理を受けるボーフィン。2004年

ボーフィンは1981年以降、第二次世界大戦時のアメリカ潜水艦の象徴の1隻として真珠湾のボーフィン・サブマリンミュージアム&パークで保存されている。1986年にアメリカ合衆国国定歴史建造物に指定された。ボーフィン・サブマリンミュージアム＆パークには、屋内部門ではアメリカ潜水艦の歴史や装備品、写真、バトルフラッグなどの他、第二次世界大戦で喪失した52隻のアメリカ潜水艦をしのぶコーナーが設けられている。屋外部門では、ボーフィンの他に潜水艦パーチー (USS Parche, SS-384/AGSS-384) の司令塔の実物や回天、アメリカ潜水艦が使用した魚雷の数々、ポセイドン・ミサイル、レギュラス・ミサイルの実物などを展示している。
ボーフィン・サブマリンミュージアム＆パークは、アリゾナ記念館の近くにある。アリゾナ記念館を訪れたついでに、ほんの少しだけ足を伸ばしてボーフィンに足を運ぶ観光客も多い。
なお、ボーフィンの現在の装備品のうち、20ミリ機銃の照準器と弾倉は欠落している。また、対馬海峡突破に威力を発揮したFMソナーは残されている。